# William S. Soule

Bilden som gjorde Soule känd.

William Stinson Soule, född 1836, död 1908, var en amerikansk fotograf, känd främst för sina drygt 200 bevarade bilder från indianreservatet vid Fort Sill, tagna åren 1869–1874.
Soule deltog i det amerikanska inbördeskriget och sårades svårt. Hans bror John P. Soule arbetade i Boston som fotograf och inspirerad av honom tog William Soule efter kriget anställning som assistent hos en fotograf i Chambersburg i Pennsylvania.
Soules skador från kriget läkte aldrig helt och han sökte sig 1867 västerut i förhoppningen att klimatet där skulle vara bättre för hans hälsa. Samma år tog han anställning som butiksbiträde i den "lanthandel" som fanns vid Fort Dodge. Soule blev känd för den stora allmänheten genom sin första publicerade bild, tagen i december 1868 utanför Fort Dodge, som visade den av cheyenner dödade och skalperade buffeljägaren Ralph Morrison. Tidskriften Harper's Weekly beställde en gravyr av Soules foto och publicerade den i januari 1869. Soules framtida inkomster som fotograf var därmed säkrade för en lång tid framåt.
Efter publiceringen reste Soule till Fort Sill där han de följande åren bland annat tog ett stort antal porträtt på berömda indianhövdingar. Han flyttade därefter till Boston 1875 och startade där en fotoaffär tillsammans med W. D. Everett. William S. Soule dog 1908.